# Presidio de Monterrey (California)

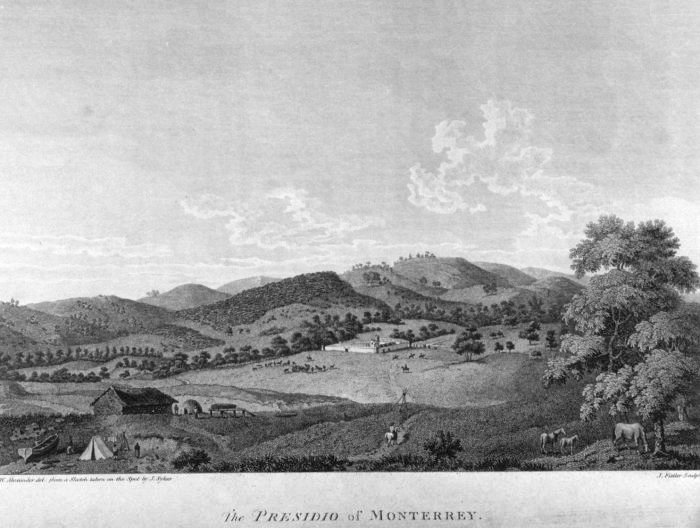
El Presidio de Monterrey. Volumen II, placa V de Un viaje de descubrimiento al Océano Pacífico Norte y la vuelta al mundo por el Capitán George Vancouver

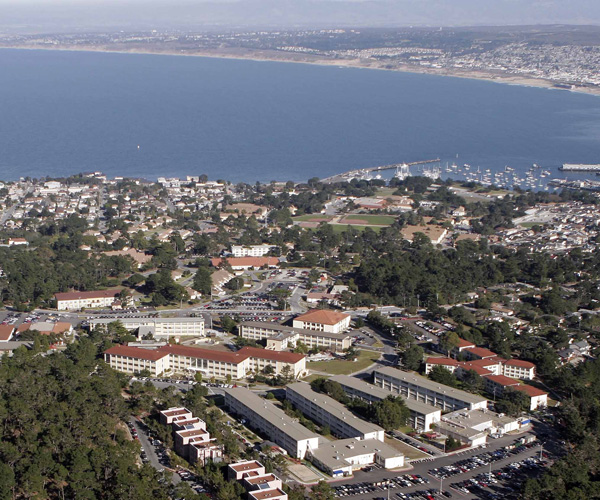
Presidio de Monterrey en 2005.

El Presidio de Monterrey (en inglés, Presidio of Monterey, POM) es un centro del Ejército de los EE. UU. situado en Monterrey (California). Tiene su origen como presidio novohispano del siglo XVIII, tratándose del único presidio californiano que continúa con uso militar. 
En esta instalación se encuentra el Centro de Idiomas Extranjeros del Instituto de Idiomas de Defensa (DLI-FLC).

## Historia
La bahía de Monterrey fue descubierta y cartografiada por Sebastián Vizcaíno en 1602.
Tras la consolidación de las misiones en Baja California por los franciscanos, en 1768 José de Gálvez, visitador general de Carlos III, recibió el mandato de ocupar efectivamente y fortificar San Diego y Monterrey. El propósito era asegurar la soberanía española del territorio ante la amenaza expansionista rusa.
Los trabajos se realizaron desde el puerto de San Blas, hasta entonces el puerto más septentrional del Pacífico. De marzo a junio de 1769, Gaspar de Portolá encabezó una partida por tierra desde Loreto a San Diego. En una segunda expedición en julio, prosiguió desde San Diego a la bahía de Monterrey y después a la bahía de San Francisco. En 1770 realizó un tercer viaje junto a Pedro Fages con doce voluntarios catalanes, siete soldados de chaqueta de cuero, dos arrieros, cinco indios cristianos de Baja California y fray Juan Crespí. En esta ocasión identificaron plenamente la ubicación del puerto de Monterrey descrito por Vizcaíno en 1602.
Las obras duraron un año y medio y fueron concluidas en 1771, con diseño del ingeniero Miguel Costansó y bajo las órdenes de Pedro Fages. A fines de junio de 1771, Fages confirmó a Carlos de Croix en México la construcción del presidio de Monterrey con el envío de un mapa esquematizado.
El Presidio original constaba de un recinto cuadrado de edificios de adobe sobre los que se encuentra el centro de la actual población de Monterrey. La Capilla del Real Presidio se ha mantenido en uso constante desde su fundación en 1770 por Junípero Serra. De la instalación original del Presidio también es testimonio la ubicación de una batería de artillería sobre la colina que domina el puerto de Monterrey.
Monterrey se convirtió en uno de una serie de presidios, o fuertes reales, construidos por España en lo que ahora es el oeste de los Estados Unidos. En 1783 contaba con una compañía de 56 hombres. Otros presidios cercanos fueron el Presidio Real de San Diego (1769), Presidio Real de San Francisco (1776) o el Presidio Real de Santa Bárbara (1782). De esta época data también la Misión San Carlos Borromeo de Carmelo (1771) fundada por fray Junípero Serra.
El 20 de noviembre de 1818 sufrió el ataque del corsario argentino Hipólito Bouchard. Al mando de la guarnición del Presidio estaba José Bandini y la población se refugió en el Rancho del Rey San Pedro del Presidio, en las cercanías de Salinas.
En 1846, durante la Guerra México-Estadounidense, se produjo el traslado del fuerte a su ubicación actual en la colina sobre el puerto de Monterrey, combinando en un solo lugar las funciones previamente separadas de cuartel general militar y fortaleza. De esta época data la denominación de Fuerte Mervine por uno de los marinos de la campaña de John D. Sloat que ocupó Monterrey.
Tras la batalla de Monterrey en 1846 y la salida de las tropas mexicanas quedó sin uso. Volvió a emplearse de manera temporal en 1865, en los últimos meses de la guerra civil estadounidense con la llegada de seis oficiales y 156 soldados, pero fue abandonado nuevamente en 1866.
En 1902 se destinó a Monterrey un regimiento de infantería para la construcción de un puesto, inicialmente en madera, denominado Ord Barracks. El departamento de Guerra lo renombró como Presidio de Monterrey para perpetuar la tradición militar de la plaza establecida por Portolá 134 años antes. A principios del siglo XX albergó diferentes escuelas de formación, desde infantería a panaderos y cocineros. El origen de Fort Ord se encuentra en la adquisición en 1917 de terrenos adicionales para maniobras del Presidio. De 1919 a 1940 albergó principalmente unidades de caballería y artillería de campaña. Posteriormente fue centro de recepción y sede temporal del III Cuerpo del Ejército de los Estados Unidos. A partir de 1945, el POM fue empleado para acoger el centro de formación del Ejército de Tierra y la Marina para asuntos civiles (CASA) impulsada por el Estado Mayor Conjunto de los Estados Unidos. De 1946 a 1994 el POM dependió de Fort Ord, también en la bahía de Monterrey, y desde entonces es un centro independiente.

## Instituto de Idiomas de Defensa
Desde 1946 aloja la Escuela de Idiomas del Servicio de Inteligencia Militar (MISLS), conocida como Instituto de Idiomas de Defensa (DLI) hasta 1963, y Centro de Idiomas Extranjeros del Instituto de Idiomas de Defensa (DLI-FLC) desde 1976. Se trata del principal centro de idiomas del Departamento de Defensa para la instrucción de idiomas extranjeros. El centro constituye la actividad principal del Presidio. 

## Unidades
- Comando de gestión de instalación
- Instituto de Idiomas de Defensa Centro de Idiomas Extranjeros
- 229 ° Batallón de Inteligencia Militar, Comando de Entrenamiento y Doctrina del Ejército de los Estados Unidos
- MARDET Presidio de Monterrey, Escuela de Electrónica de Comunicación del Cuerpo de Marines
- Comando de Entrenamiento de Guerra de Información Monterrey, Centro de Entrenamiento de Guerra de Información
- 517. ° Grupo de entrenamiento, 17. ° Ala de entrenamiento
- 902.º Oficina de campo de Monterrey, Compañía C 308.º Batallón de Inteligencia Militar (MI), 902.º Grupo MI
- Destacamento Médico de California, Centro Médico del Ejército de Madigan
  - Presidio de la Clínica Dental de Monterrey
- Comando de Investigación Criminal
- Centro de Preparación Logística, Comando de Material del Ejército
- Comando de Contratación de Instalación de Misión
- Network Enterprise Center, Comando de Tecnología Empresarial de la Red del Ejército